# Alva J. Fisher

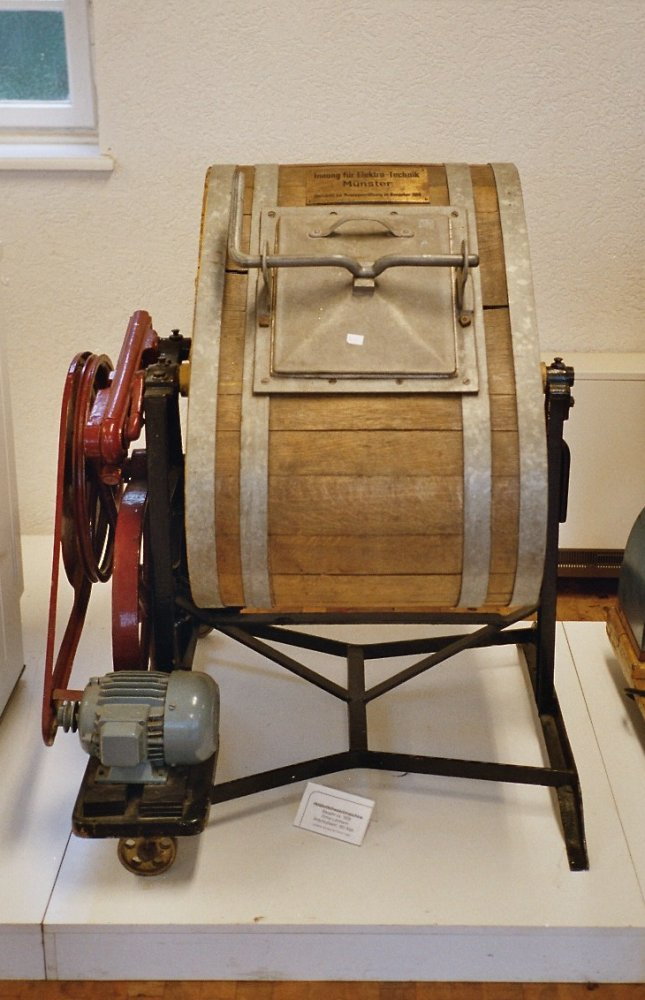
Antigo modelo de máquina de lavar roupa alemã

Alva John Fisher (* 1862; † 1947) foi um engenheiro dos Estados Unidos, e um dos pais (inventores) da moderna Máquina de lavar roupa.
Apresentou a primeira máquina de lavar roupa que se tem notícia em 1858 com Hamilton Smirt.
Patenteou sua invenção em 9 de agosto de 1910, em Chicago.